# Beto Gonçalves
Alberto "Beto" Gonçalves da Costa (ur. 31 grudnia 1980 w Belém) – indonezyjski piłkarz pochodzenia brazylijskiego grający na pozycji napastnika w klubie Madura United F.C. oraz reprezentacji Indonezji.

## Kariera klubowa
Beto występował w wielu klubach piłkarskich na całym świecie. Grał w Brazylii, Hiszpanii, Surinamie, Indonezji, Indiach oraz Malezji. Karierę rozpoczynał w klubach brazylijskich, m.in. Sport Club Belém czy Clube do Remo. W 2008 roku wyjechał do Azji. Największe sukcesy odnosił w Indonezji. Z Persipura Jayapura zdobył Indonesia Super League, z Arema FC Inter Island Cup, a z Sriwijaya FC East Kalimantan Governor Cup.

## Kariera reprezentacyjna
W reprezentacji Indonezji zadebiutował 10 października 2018 roku w meczu z Mjanmą, w którym zdobył również pierwszego gola. W towarzyskim meczu z Vanuatu strzelił 4 bramki.